# OVO Energy
OVO Energy è un'azienda fornitrice di energia elettrica e gas naturale con sede a Bristol, in Inghilterra, fondata nel 2009 da Stephen Fitzpatrick. È parte delle cosiddette Big Six, le sei maggiori aziende nel mercato energetico del Regno Unito.

## Storia
OVO Energy è stata fondata da Stephen Fitzpatrick, e ha iniziato a commerciare energia nel settembre 2009, acquistando e vendendo energia elettrica e gas per rifornire le proprietà domestiche in tutto il Regno Unito. L'ingresso di OVO nel mercato britannico delle forniture energetiche è stato accolto positivamente in quanto ha aumentato la concorrenza in un mercato che era stato criticato per i prezzi elevati.
Nell'ottobre 2013, Stephen Fitzpatrick, è intervenuto presso l'Energy and Climate Change Select Committee, quando è stato chiesto alle compagnie energetiche di giustificare i recenti aumenti dei prezzi di gas ed elettricità. Fitzpatrick ha spiegato alla commissione che "il prezzo del gas all'ingrosso è diventato effettivamente più economico", contrariamente a quanto affermato dalle Big Six, le sei grandi aziende energetiche, secondo le quali i prezzi globali del gas e dell'elettricità sono aumentati costantemente.
Nel novembre 2018, OVO Energy ha rilevato uno dei suoi maggiori concorrenti, Spark Energy, dopo che quest'ultima in difficoltà economica aveva cessato la sua attività. L'acquisizione comprendeva anche una società controllata da Spark, Home Telecom Ltd, specializzata nella fornitura di servizi di telefonia.
Dopo il fallimento di Economy Energy nel gennaio 2019, l'autorità di regolamentazione Ofgem ha annunciato che OVO Energy si sarebbe fatta carico dei 235.000 clienti di tale società.
Nel settembre dello stesso anno, OVO ha accettato di pagare 500 milioni di sterline per SSE Energy Services, l'attività di vendita al dettaglio di SSE plc, acquisto che è stato completato nel gennaio 2020. In questo modo, sebbene all'inizio OVO fosse una delle oltre 15 società energetiche più piccole in concorrenza con le Big Six che dominavano il mercato energetico britannico, essa stessa diventò una delle Big Six e la seconda società di fornitura di energia del Regno Unito (dopo British Gas) con circa 5 milioni di clienti. La società di Bristol ha poi dichiarato che il marchio SSE sarebbe rimasto inalterato per il momento. In seguito a quest'acquisizione, sono giunte numerose segnalazioni di bollette errate e maggiorate da parte di ex consumatori di SSE che hanno visto i loro conti trasferiti a OVO Energy.
Il 14 febbraio 2019, Mitsubishi Corporation ha acquistato una quota del 20% di OVO, valutando la società a 1 miliardo di sterline.

## Iniziative

### OVO Foundation
OVO Foundation, il dipartimento di beneficenza dell'azienda, è stata fondata nel 2014 e sostiene l'azione e l'educazione al clima nelle scuole del Regno Unito e nelle comunità a livello internazionale.

### Energia rinnovabile e sostenibilità
L'azienda ha collaborato con vari produttori di energia rinnovabile, di grandi e piccole dimensioni, tra cui Ørsted, nel 2021, Ambition Community Energy, Genatec, St Fergus Energy Park e Atrato Onsite Energy plc, nel 2023.

#### Plan Zero
Inoltre, OVO, nel 2019, ha lanciato il programma Plan Zero con l'obiettivo della decarbonizzazione e dell'azzeramento delle emissioni di CO2 entro l'anno 2035. Dal 2018, OVO ha registrato una riduzione di oltre il 50% delle emissioni operative. OVO ha limitato la compensazione delle emissioni di carbonio ad appena il 10% delle sue emissioni totali.

## Sponsorizzazioni
Nel 2016, OVO Energy ha sponsorizzato la tappa di Bristol del Tour of Britain. Nel 2017, l'azienda ha iniziato a sponsorizzare sia il torneo maschile sia quello femminile, le più lunghe gare ciclistiche a tappe che si disputano nel Regno Unito. Nel marzo 2018, OVO ha annunciato che avrebbe iniziato a fornire premi in denaro uguali per entrambi i tour. L'impresa di energia non ha più sponsorizzato nessuna delle due gare a partire dal 2021.
Nell'ottobre 2021, OVO Energy, in seguito all'acquisizione del settore retail di SSE, ha assunto la sponsorizzazione dell'arena indoor polivalente e di intrattenimento di Glasgow, che è stata ribattezzata OVO Hydro, e nel 2022 quella della Wembley Arena di Londra, rinominata da allora, OVO Arena Wembley.

## Azioni dell'autorità di regolamentazione
Nel gennaio 2020, OVO Energy ha accettato di versare 8,9 milioni di sterline al fondo di risarcimento volontario dell'Ofgem, l'autorità di regolamentazione del settore energetico nel Regno Unito, dopo che un'indagine di quest'ultima aveva rilevato casi di sottotariffa e sovratariffa e estratti conto annuali imprecisi inviati a più di mezzo milione di clienti tra il 2015 e il 2018. Il responsabile dell'applicazione delle norme dell'Ofgem, Anthony Pygram, ha dichiarato: "Il fornitore non ha dato priorità alla correzione di questi problemi mentre la sua attività era in espansione".
Nel marzo 2021, durante un'indagine più ampia sulle carenze nella tutela dei prezzi da parte dei fornitori di energia, è stato riscontrato che le pratiche di OVO avevano causato danni economici a 240.563 clienti per un totale di oltre 2 milioni di sterline; alla società di Bristol è stato poi richiesto di pagare un risarcimento di oltre 2,8 milioni di sterline, l'importo più alto tra le 18 società indagate.
Nel 2022, sono stati segnalati più volte casi di addebiti eccessivi ai consumatori. Nel maggio 2023, l'Ofgem ha scoperto che OVO aveva addebitato a quasi 11.000 clienti un importo superiore al massimo consentito dal Sistema di Garanzia dei Prezzi dell'Energia. L'azienda è stata obbligata a rimborsare e risarcire questi clienti, con un importo medio di 181 sterline per cliente, e a versare 10.000 sterline al fondo di risarcimento dell'Ofgem. L'autorità di regolamentazione ha dichiarato che OVO si è "rapidamente impegnata con Ofgem e ha risolto il problema in modo tempestivo".
Nel 2022, OVO Energy è stata classificata da Citizens Advice la seconda peggiore nel servizio clienti (solo dietro Utilita). 

## Riconoscimenti
- Better Society Awards
  - 2021 – Azienda dell'anno per l'energia verde[40]

- BusinessGreen Leaders' Award
  - 2020 – Azienda del decennio

- Charge Awards
  - 2021 – Miglior marchio sostenibile al mondo[41]

- National Sustainability Awards
  - 2022 – Azienda dell'anno[42]

- Sunday Times Best Places to Work Awards
  - 2023 – Miglior posto di lavoro per le donne[43]
  - 2023 – Top 10 per le Grandi Organizzazioni[43]

- The Energy Awards
  - 2022 – Fornitore di energia dell'anno[44]

- USwitch
  - 2022 – Premio per Miglior esperienza online[45]
  - 2022 – Secondo posto per Miglior servizio clienti[45]
  - 2022 – Terzo posto per Miglior app[45]